# Helga Paetzold

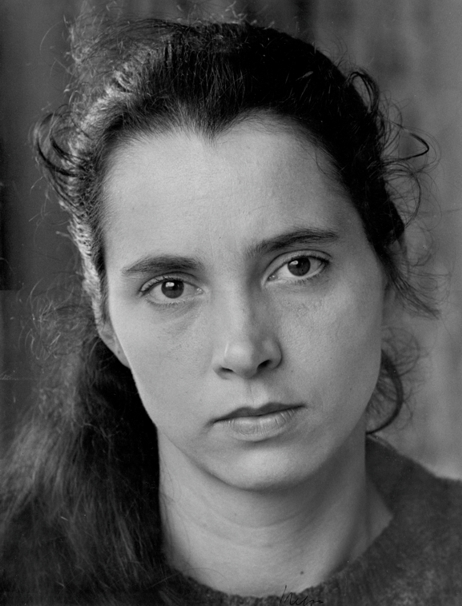
Helga Paetzold

Helga Paetzold (* 10. Februar 1933 in Friedeberg, Landkreis Löwenberg, Niederschlesien; † 21. Dezember 1990 in Sittard, Niederlande) war eine deutsch-holländische Kunstweberin.

## Biographie

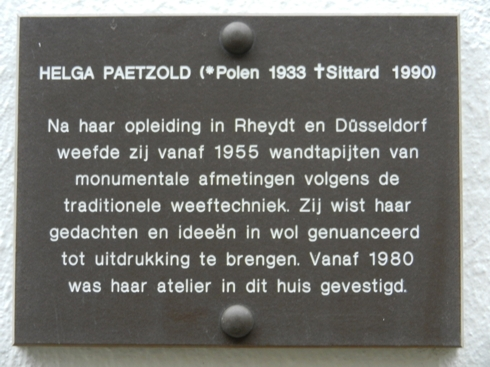
Gedenktafel am Haus Begijnenhofstraat 7

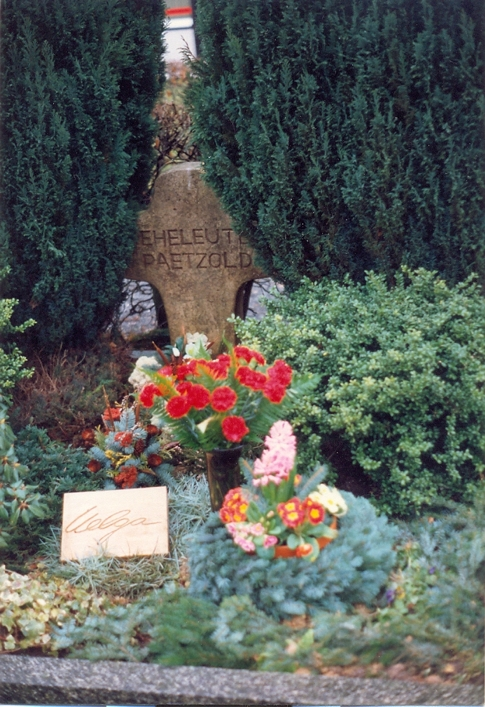
Grab von Helga Paetzold und ihren Eltern

Helga Paetzold wurde am 10. Februar 1933 in Friedeberg geboren. Nach dem Zweiten Weltkrieg musste sie mit 13 Jahren zusammen mit ihren Eltern Hildegard und Herbert Paetzold flüchten, da Schlesien polnisches Gebiet wurde. Von 1948 bis 1952 besuchte sie die Staatliche Handels-u. Gewerbeschule Rheydt, Abteilung Kunsthandarbeit. Ihr Gesellenstück 1952 war eine gestickte Landkarte von Schlesien, 120 × 160 cm. Sie zeigt die Gegend, in der sie aufgewachsen war. Paetzold gewann damit den Preis Landessiegerin Handsticker Handwerkskammer Nordrhein-Westfalen. Dies öffnete ihr den Weg zu einem Studium an der Werkkunstschule Düsseldorf (Abteilung Textil, Webkunst), die sie von 1952 bis 1954 besuchte.
Von 1954 bis 1955 studierte sie an der Jan van Eyck Academie Maastricht, Abteilung Gobelin.
1955 heiratete sie den Ingenieur Johannes Hubertus Ottenheym. Er war Chef der Organischen Abteilung bei DSM in Geleen (Niederlande), einem großen Chemischen Betrieb. Sie zogen nach Sittard (Niederlande). Sie bekamen vier Söhne und eine Tochter. 1978 wurde Helga Paetzold schwer krank, erholte sich später aber wieder. 1979 wollte sie die Scheidung.
Von 1979 bis 1980 lebte sie mit ihren zwei jüngsten Kindern in Maastricht, ab 1980 in der Begijnenhofstraat 7 in Sittard. Dieses Haus taufte sie Weefatelier Helga (Webatelier Helga). Erst in den letzten zehn Jahren ihres Lebens verarbeitete sie in ihren Teppichen die schrecklichen Geschehnisse der Flucht. Helga Paetzold wurde bekannt durch ihre beeindruckenden Wandteppiche in monumentaler Größe. Sie webte mehr als 85 solch große Teppiche, gerechnet ab 100 cm Breite. Sie gab mehr als 70 Ausstellungen im In- und Ausland und genoss internationale Bekanntheit.
Im August 1990 besuchte Königin Beatrix das Atelier von Helga Paetzold. Die Königin, die moderne Kunst sehr liebt, und die Künstlerin sprachen lange Zeit miteinander. Helga Paetzold hat diesen Besuch als eine würdige Anerkennung ihrer Arbeit empfunden.
Am 21. Dezember 1990 ist Helga Paetzold nach kurzer Krankheit in ihrem Haus in der Begijnenhofstraat gestorben. Ihre Urne wurde in Leuscheid (Windeck) im Deutschen Westerwald beim Grab ihrer Eltern beigesetzt.
In den letzten Tagen ihres Lebens hat Helga Paetzold die Stiftung Stichting Collectie Helga Paetzold gegründet, die ihr künstlerisches Erbe verwalten und weiteren Kreisen bekannt machen soll, um es so lebendig zu halten.

## Liste der Webteppiche

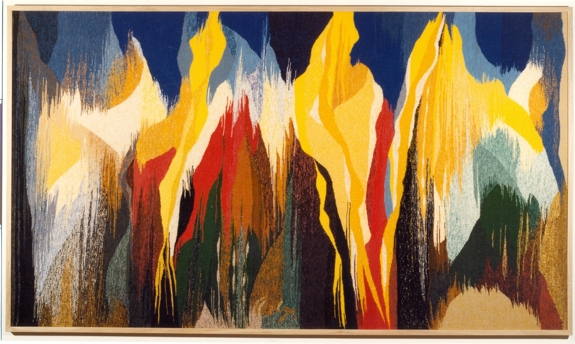
1984 Blitzstrahlen 320×180 cm

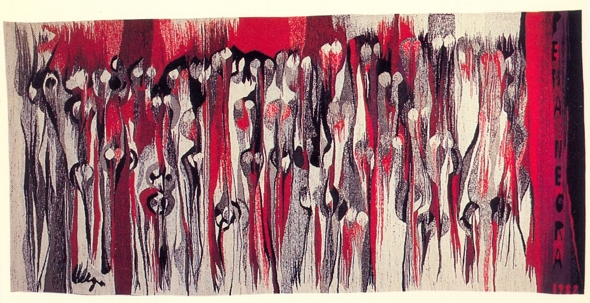
1982 Pena Negra 430×190 cm

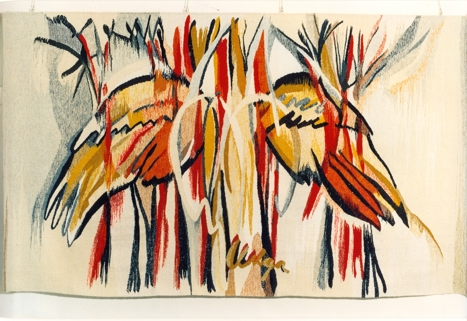
1990 Der Engel 328×190 cm

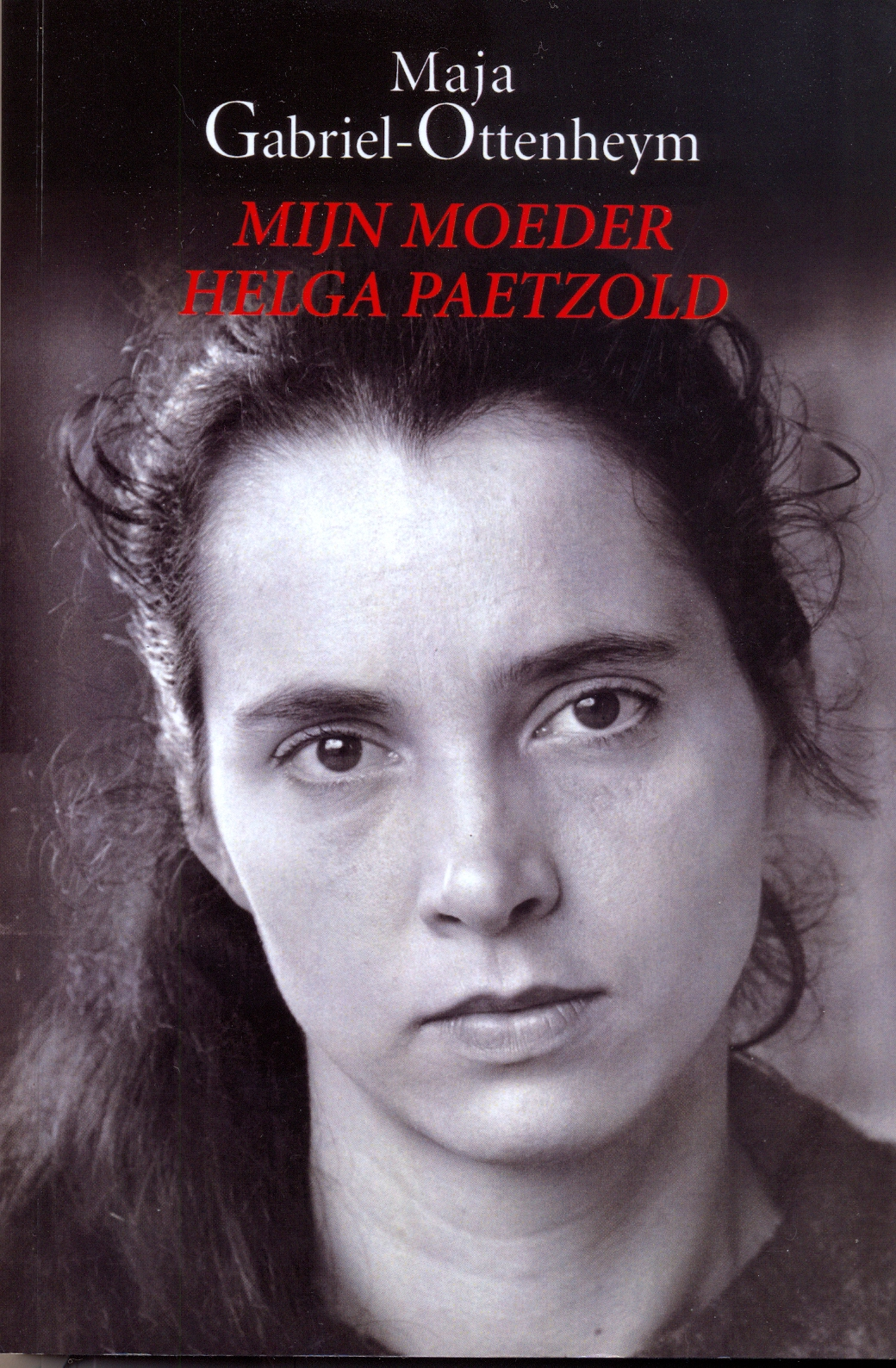
Buch „Mijn Moeder Helga Paetzold“

Teppiche, kleiner als 100 × 100 cm, sind nicht in dieser Liste aufgenommen.
| 1956 | Puppen                      | 64×101 cm  |
|      | Figuren                     | 85×123 cm  |
| 1960 | Puppentheater               | 240×100 cm |
|      | Drachen                     | 120×160 cm |
| 1961 | Riese                       | 152×280 cm |
|      | Feuer                       | 148×264 cm |
|      | Erde                        | 240×120 cm |
| 1962 | Feuerbaum                   | 160×320 cm |
|      | Licht                       | 236×128 cm |
| 1963 | Leben                       | 400×160 cm |
|      | Energie                     | 160×160 cm |
|      | Baum                        | 280×150 cm |
| 1964 | Der Wunderteppich           | 76×318 cm  |
| 1965 | Maja                        | 500×150 cm |
|      | Kinderteppich               | 74×171 cm  |
|      | Marc                        | 320×160 cm |
| 1966 | Kreuzfogel                  | 300×160 cm |
|      | Rote Maja                   | 150×140 cm |
| 1967 | Frühling                    | 300×150 cm |
|      | Ikone                       | 220×160 cm |
| 1969 | Kinderkreuzzug              | 885×44 cm  |
| 1970 | Märchen                     | 144×137 cm |
|      | Hair                        | 160×200 cm |
|      | der Vorhang geht auf        | 150×180 cm |
| 1971 | Kreuzblume                  | 100×250 cm |
|      | Der Große Weg               | 320×260 cm |
|      | Märchen                     | 160×120 cm |
| 1973 | Maroc                       | 200×160 cm |
| 1974 | Baum                        | 200×380 cm |
| 1975 | Nachtschönen                | 180×120 cm |
|      | Nachtblume                  | 160×230 cm |
|      | Koen                        | 205×156 cm |
| 1976 | März                        | 200×160 cm |
|      | Mai                         | 160×130 cm |
| 1977 | Antibes                     | 200×160 cm |
|      | Erwachen                    | 300×160 cm |
| 1978 | Feuervogel I                | 200×300 cm |
|      | Feuervogel II               | 200×300 cm |
|      | Feuervogel III              | 200×300 cm |
|      | Weinfeuer                   | 155×230 cm |
|      | Flamme                      | 135×270 cm |
|      | Fliegend                    | 135×158 cm |
|      | Wasserleben                 | 222×155 cm |
|      | Erwachen                    | 155×120 cm |
|      | Helga                       | 156×278 cm |
|      | Frühling                    | 240×160 cm |
| 1979 | Feuervogel                  | 200×300 cm |
|      | Weinfeuer                   | 135×160 cm |
|      | Feuerblumen                 | 235×160 cm |
|      | Urbaum                      | 240×160 cm |
|      | Sonnenaufgang               | 230×160 cm |
|      | La Provence                 | 135×160 cm |
| 1980 | Lichtbäume                  | 160×240 cm |
|      | Juli 1980                   | 88×197     |
| 1981 | Drei Vögel                  | 160×90     |
|      | Garten                      | 370×162    |
|      | Felsenblumen                | 162×125 cm |
| 1982 | Wasser-Sonne-Wind           | 120×240 cm |
|      | 'Und ich werde singen'      | 160×65     |
|      | Begrabene Blume             | 86×160 cm  |
|      | Pena Negra                  | 430×190 cm |
| 1983 | Und in der nacht            | 330×200 cm |
|      | Tränen                      | 155×155 cm |
|      | Flamme                      | 160×120 cm |
|      | Totentanz                   | 155×85 cm  |
|      | Unterirdisch                | 90×203     |
|      | Wassermann                  | 90×170 cm  |
| 1984 | Wunderblumen                | 240×150 cm |
|      | Feuerblumen                 | 160×120 cm |
|      | Blitzstrahlen               | 320×180 cm |
|      | Weisse Flamme               | 78×200 cm  |
| 1985 | Aber dieses Blut steigt     | 205×336    |
|      | Aber dieses Blut steigt (2) | 185×90 cm  |
|      | Luftteppich                 | 190×348 cm |
|      | Licht-Dunkel                | 480×100 cm |
| 1986 | Herz schwer gequetscht      | 100×196 cm |
|      | Herzblut I                  | 235×190 cm |
| 1987 | Herzblut II                 | 330×190 cm |
|      | Herzblut III                | 265×190 cm |
| 1989 | Grabbäume                   | 350×190 cm |
| 1990 | Der Engel                   | 328×190 cm |

## Ausstellungen
| 1961 | Eindhoven    | de Krabbendans                 |
| 1962 | Amsterdam    | Galerie De drie Hendricken     |
| 1963 | Nijmegen     | Waag                           |
|      | Hengelo      | Hengelose kunstzaal            |
|      | Schinnen     | Kasteel Terborg                |
| 1965 | Den Haag     | Kunstzaal Nouvelles Images     |
|      | Rotterdam    | Expositiezaal Lijnbaan         |
|      | Brunssum     | De Galerij                     |
|      | Krefeld (D)  | Werkkunstschule                |
| 1966 | Sittard      | Krtitzraedthuis                |
|      | Amsterdam    | Heineken Galerij               |
| 1968 | Brugge (B)   | Huidevettershuis               |
|      | Wijnandsrade | Kasteel Wijnandsrade           |
| 1974 | Amsterdam    | Galerie Facet                  |
| 1975 | Brussel (B)  | Kunstgalerij La Rose Traversée |
| 1976 | Sittard      | Kritzraedthuis                 |
| 1977 | Amsterdam    | Amro Galerij                   |
| 1978 | Cannes (Fr)  | Art Galery Mont Fleury         |
| 1979 | Venlo        | Cultureel Centrum              |
| 1981 | Roermond     | Galerie Luifel                 |
| 1983 | Sittard      | Kritzraedthuis                 |
| 1984 | Maastricht   | Galerij J. van Reyn            |
| 1985 | Roermond     | Oranjerie                      |
| 1991 | Spijkenisse  | Galerie 't oude Raadhuys       |
| 1993 | Sittard      | kritzraedthuis                 |
| 2002 | Hasselt (B)  | Cultureel Centrum              |
| 2012 | Sittard      | Het Domein                     |

### Gruppenausstellungen
| 1963 | Delft                 | Het Prinsenhof                                             |
| 1964 | Hoensbroek            | Kasteel Hoensbroek                                         |
|      | Hilversum             | Jublieum Genootschap van Samenwerkende Ambachtskunstenaars |
| 1965 | Hannover (D)          | Handwerksform Hannover                                     |
|      | Apeldoorn             | Van Reeckum Galerij                                        |
| 1966 | Lüttich (B)           | Musée de l'Art Wallon                                      |
|      | Maastricht            | Bonnefantenmuseum                                          |
|      | Emmeloord             | Domeinkantoor                                              |
|      | Amsterdam             | Galerie De drie Hendricken                                 |
|      | Almelo                | Kunstkring De Waag                                         |
| 1967 | Nijmegen              | De Waag                                                    |
|      | Leeuwarden            | Kuntcentrum Prinsetuin                                     |
|      | Apeldoorn             | Van Reekum Galerij                                         |
|      | Delft                 | Prinsenhof                                                 |
|      | Amsterdam             | Galerie De drie Hendricken                                 |
| 1968 | Haarlem               | Frans Halsmuseum                                           |
| 1969 | Venlo                 | Cultureel Centrum                                          |
|      | Medemblick            | Kasteel Radboud                                            |
|      | Bochum (D)            | Städtische Kunstgalerie                                    |
| 1971 | Haarlem               | Frans Halsmuseum                                           |
|      | Sittard               | Kritzraedhuis                                              |
| 1972 | Delft                 | Prinsenhof                                                 |
|      | Maaseick (B)          | Cultureel Centrum                                          |
| 1973 | Aachen (D)            | Handwerkstudio                                             |
| 1974 | Haarlem               | Frans Halsmuseum                                           |
| 1975 | Amsterdam             | Galerie d'Eendt                                            |
|      | Deurle (B)            | Creatief Benelux                                           |
| 1976 | Maastricht            | Augustijnenkerk                                            |
| 1977 | Venlo                 | Cultureel Centrum                                          |
| 1979 | Heerlen               | Stadthuis                                                  |
|      | Beauvoorde (B)        | 'Het kind in de kunst'                                     |
|      | Deurle (B)            | Museum Leon de Smet                                        |
|      | Luik (B)              | Musée de l'Art Wallon                                      |
| 1980 | Hannover (D)          | 'Handwerksform'                                            |
|      | Delft                 | COSA                                                       |
|      | Hasselt (B)           | Cultureel Centrum                                          |
| 1982 | Amsterdam             | Centrum Textiele Kunstvormen                               |
| 1983 | Venlo                 | Museum van Bommel van Dam                                  |
|      | Delft                 | COSA                                                       |
|      | Maastricht            | Eurohal                                                    |
|      | Laren                 | Singer Laren Museum                                        |
| 1985 | Maastricht            | Eurohal                                                    |
| 1987 | Mönchengladbach (D)   | Schloss Rheydt                                             |
|      | Heusden               | Kasteel Dussen                                             |
|      | Roermond              | Gemeentemuseum                                             |
|      | Maastricht            | Eurohal                                                    |
|      | Valjevo (Joegoslavië) | 'Uitwisseling Valjevo'                                     |
| 1988 | Heerlen               | Stadsschouwburg                                            |